# Alan Faneca

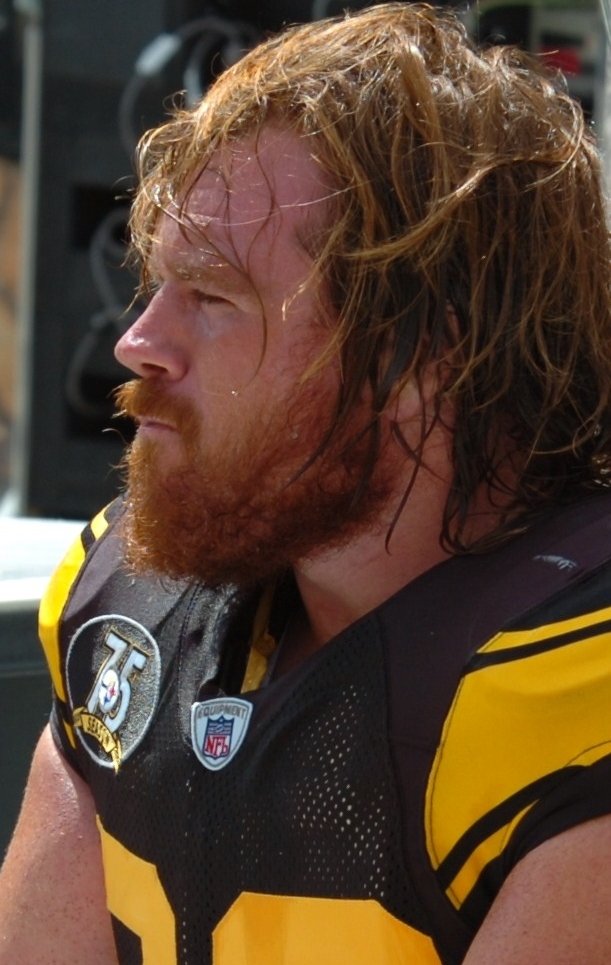
Faneca em 2007.

Alan Joseph Faneca, Jr.  (7 de dezembro de 1976, Nova Orleans, Luisiana) é um ex-jogador profissional de futebol americano estadunidense que atuava na posição de Guard na National Football League. Draftado pelo Pittsburgh Steelers, em 1998, ele fez parte da equipe campeã do Super Bowl XL em 2006. Faneca também jogou pelo New York Jets e pelo Arizona Cardinals, até se aposentar em 2010. Em fevereiro de 2021 foi eleito para o Pro Football Hall of Fame.